# Israelische Eishockeyliga 1993/94
Die Saison 1993/94 war die erste Spielzeit der israelischen Eishockeyliga, der höchsten israelischen Eishockeyspielklasse. Meister wurde zum ersten Mal in der Vereinsgeschichte überhaupt der HC Haifa.

## Hauptrunde
|    | Klub         |
| -- | ------------ |
| 1. | HC Haifa     |
| 2. | HC Bat Yam   |
| 3. | HC Jerusalem |
| 4. | HC Ramat Gan |

Sp = Spiele, S = Siege, U = Unentschieden, N = Niederlagen

## Auszeichnungen
| Auszeichnung       | Spieler       | Team         |
| ------------------ | ------------- | ------------ |
| Bester Torwart     | Boris Amromin | HC Haifa     |
| Bester Verteidiger | Ran Oz        | HC Ramat Gan |
| Bester Angreifer   | Jenya Feldman | HC Haifa     |